# Klaus Schucht

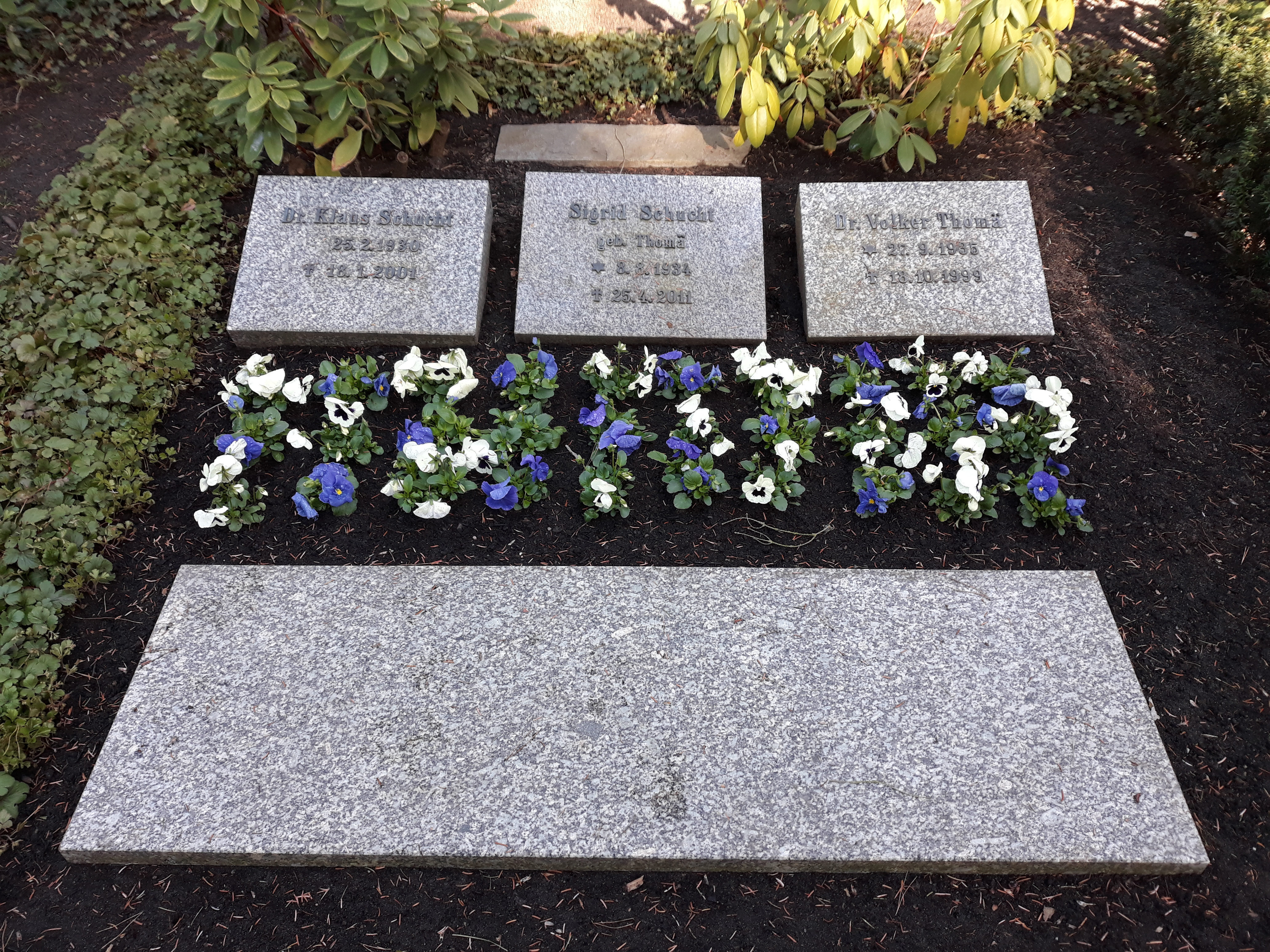
Das Grab von Klaus Schucht und seiner Ehefrau Sigrid geborene Thomä auf dem Waldfriedhof Dahlem in Berlin.

Klaus Schucht (* 25. Februar 1930 in Breslau; † 18. Januar 2001 in Flims, Schweiz) war ein deutscher Manager und Politiker (SPD), der 1991 bis 1994 dem Vorstand der Treuhandanstalt angehörte und 1995 bis 1999 Wirtschaftsminister in Sachsen-Anhalt war.

## Leben
Er studierte bis 1955 Bergbauingenieurwesen und war Mitglied des Corps Silesia Breslau. Ab 1963 war er Direktor der Monopol Bergwerks GmbH. 1967 wurde er dort technischer Geschäftsführer. Ab 1969 wurde er Vorstandsmitglied der Bergbau AG Westfalen. Von 1976 bis 1991 war er Vorstandssprecher dieser Gesellschaft.
1991 wurde er Vorstandsmitglied der Treuhandanstalt und war dort im Bereich Energie, Bergbau und Chemie für einige der größten Privatisierungen verantwortlich. Seine 1400 Seiten starken Tagebücher aus dieser Zeit ließ Schucht mit Sperrfrist (zehn Jahre nach seinem Tod) als Nachlass im Bundesarchiv lagern.
Im Februar 1995 wurde Schucht, der seit 1967 Mitglied der SPD war, Minister für Wirtschaft und Technologie in Sachsen-Anhalt (Kabinett Höppner I und Höppner II). Heftige Diskussionen erregte seine Aussage, die Buna-Werke in Schkopau seien „nur ein Furz in der Weltgeschichte der Chemie“, weshalb der Standort nicht um jeden Preis gefördert werden solle. Ab 1998 war er zusätzlich Minister für Europaangelegenheiten. 1999 schied er als Minister aus und wechselte in den Aufsichtsrat der Braunkohlegesellschaft Mibrag. Sein Nachfolger als Minister wurde Matthias Gabriel.
Klaus Schucht starb 2001 im Alter von 70 Jahren an den Folgen eines Schlaganfalls. Sein Grab befindet sich auf dem Waldfriedhof Dahlem in Berlin.

## Rezeption im Film
In Coproduktion mit dem WDR produzierte der NDR 2003 das Doku-Drama Verkauftes Land über die Tätigkeit Schuchts bei der Treuhandanstalt.
- Goldrausch – Die Geschichte der Treuhand; Dokumentarfilm 94 min; Produzent: Thomas Kufus, Regie der Schnittfassung vermutlich Dirk Laabs, Kamera: Thomas Plenert; Produktion: zero one film in Koproduktion mit SWR, NDR und MDR; Deutschland 2012